# Чигирин (судно)
«Чигирин» (U540, в 1992 УК-96) — украинское учебное судно Академии ВМС Украины, построенное во времена СССР в Польше. С 1992 года в составе Военно-Морских Сил Украины в качестве плавучей казармы. Потоплено 29.08.2024 года.

## Особенности проекта
Обучение моряков в советские времена требовало значительного количества штатной техники. Учитывая то, что в 1980-е гг. шло перевооружение ВМФ СССР, то обеспечить выпуск техники собственными силами было невозможно, поэтому было принято решение о заказе у правительства Польши строительства 21 единицы учебных судов проекта «УК».

## История корабля
Судно в течение всего времени эксплуатации используется в качестве учебно-тренировочной машины для отработки навыков будущих моряков.

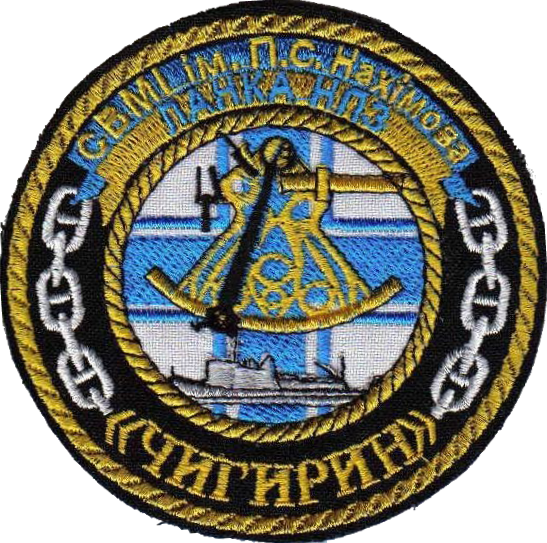

С 1996 года, кроме учебных целей, использовалось в качестве плавучей казармы для матросов. Вследствие распределения Черноморского флота в 1997 году было передано Военно-морским силам Украины, где получила новое название — «Чигирин» (бортовой номер U-540).
После аннексии Крыма Россией катер перешёл под командование Черноморского флота ВМФ России. 29 апреля был уведён из Стрелецкой бухты г. Севастополь с целью передачи его, по преодолении 12-мильной зоны, украинцам и дальнейшей буксировки в Одессу.

## Дополнительная информация
Над катером, согласно указу Президента Украины от 27.09.2010 № 918/2010, установлено шефство Чигиринской районной государственной администрацией.